# Division néo-zélandaise (1915-1919)
La Division néo-zélandaise est un élément de la New Zealand Army constitutif de l'ANZAC qui participa à la Première Guerre mondiale.
Entre autres, 2 688 Maoris, 346 Océaniens et 150 Niuéens y furent incorporés.

## Historique
Les volontaires néo-zélandais joints aux volontaires australiens formèrent l'ANZAC et furent dirigés vers l'Europe. Arrivés en Égypte, ils furent débarqués à cause de l'entrée en guerre de l'Empire ottoman.
La Division néo-zélandaise fut créée, en 1915, en Égypte; elle participa à la bataille des Dardanelles. 
Transportée en France, en avril 1916, elle participa à la bataille de la Somme puis à la bataille de Messines en juin 1917 et à la bataille de Passchendaele (3e Bataille d'Ypres) d'août à novembre 1917. 
En 1918, elle revint dans la Somme et combattit au cours de la bataille du Kaiser puis pendant l'offensive des Cent-Jours, elle prit part à la bataille de la ligne Hindenburg et libéra Le Quesnoy, le 4 novembre. 
La Division néo-zélandaise fut dissoute, en Allemagne, en mars 1919.

## Lieux de mémoire
- Mémorial national néo-zélandais de Longueval
- Mémorial néo-zélandais de Grévillers
- Mémorial néo-zélandais de Steenwerck
- Mémorial néo-zélandais du Quesnoy